# Scott Russell (motocyklista)
Raymond Scott Russell (ur. 28 października 1964 roku w Little Point, Georgia) – amerykański motocyklista.
Jego przydomek brzmi "Mr. Daytona", ze względu na rekordową liczba pięciu zwycięstw w prestiżowym wyścigu Daytona 200, w którym triumfował w 1992 roku oraz w latach 1994-1995 i 1997-1998.

## Kariera

### Początki
Scott karierę rozpoczynał w motocrossie. W 1987 roku przeniósł się jednak do wyścigów szosowych, debiutując w krajowych zawodach. Początkowo ścigał się na motocyklu Suzuki, biorąc udział w kilku wyścigach Supersportów i Superbike'ów. W sezonie 1990 przesiadł się na Kawasaki. W latach 1990–1991 zdominował rywalizację w Supersportach (o pojemności 750 cm³), trzykrotnie sięgając po tytuł mistrzowski. Sezon później został mistrzem w kategorii Superbike.

### WSBK
W sezonie 1992 Amerykanin zadebiutował w mistrzostwach świata Superbike'ów. Dosiadając Kawasaki, trzykrotnie stawał na podium, kończąc zmagania na 11. pozycji.
W 1993 roku po raz pierwszy w karierze został mistrzem świata, pokonując w bezpośrednim pojedynku Brytyjczyka Carla Fogarty'ego. W trakcie sezonu aż osiemnaście razy plasował się w pierwszej trójce, z czego pięciokrotnie na najwyższym stopniu (dwukrotnie na Donington Park). Poza tym czterokrotnie również sięgał po pole position oraz dwa razy uzyskał najszybsze okrążenie. Wraz z Australijczykiem Aaronem Slightem zwyciężył w prestiżowym 8-godzinnym wyścigu na torze Suzuka.
W kolejnym sezonie Russell spisał się jeszcze lepiej, lecz ostatecznie przegrał tytuł z Forgatym. Wygrał łącznie dziewięć wyścigów, w tym trzykrotnie zanotował dublet (podwójne zwycięstwo osiągnął na torach w Hockenheim, Sugo oraz ponownie Donington Park). Trzy razy startował również z pierwszej pozycji, natomiast pięciokrotnie wykręcił najlepszy czas okrążenia w wyścigu.
W roku 1995 wziął udział w kilku rundach, podczas których uzyskał ponad trzydzieści punktów. W klasyfikacji generalnej uplasował się na 18. miejscu.
W sezonie 1997 Russell powrócił do regularnych startów w tej serii. Na motocyklu Yamahy Amerykanin dwukrotnie zameldował się w pierwszej trójce, a podczas kwalifikacji na torze Monza uzyskał najlepszy czas. W ogólnej punktacji znalazł się na 6. lokacie.
Rok 1998 był ostatnim dla Scotta w mistrzostwach. Jedyne podium w sezonie uzyskał na brytyjskim obiekcie Brands Hatch, gdzie podczas pierwszego wyścigu uplasował się na trzecim miejscu. Ostatecznie zmagania zakończył na 10. pozycji.

### 500 cm³
W 1995 roku Russell zadebiutował w najwyższej kategorii MMŚ, podczas GP Włoch. Dosiadając motocykl Suzuki, rywalizację ukończył na jedenastym miejscu. Amerykanin wziął udział jeszcze w pięciu rundach, podczas których trzykrotnie znalazł się w pierwszej dziesiątce. Najlepiej spisał się podczas GP Brazylii, w którym zajął piątą lokatę. Zdobyte punkty uplasowały go na 13. lokacie.
W kolejnym sezonie Scott wystartował w pełnym wymiarze (nie wystąpił jedynie podczas GP Hiszpanii i Włoch). Russell tylko w dwóch rundach znalazł się poza czołową dziesiątką, a podczas zmagań na torach w Japonii i Czechach, stanął na najniższym stopniu podium. Dorobek przekraczający sto punktów pozwolił mu zająć 6. miejsce w końcowej klasyfikacji.

### Koniec kariery
W latach 1999-2000 Amerykanin powrócił do amerykańskich Superbike'ów. Na maszynie Harleya-Davidsona nie osiągnął jednak zadowalających rezultatów, kończąc rywalizację odpowiednio na 20. i 17. pozycji. W roku 2001 podczas zmagań na torze Daytona przeżył poważny w skutkach wypadek, który zadecydował o zakończeniu przez Scotta kariery.
W 2005 roku Russell został zapisany do "Motorcycle Hall of Frame". W sezonie 2007 po raz ostatni wziął udział w wyścigu Daytona 200, w którym partnerował mu Jamie James, a motocyklem, jaki miał do dyspozycji, była Yamaha R1.
W roku 2008 Scott zadebiutował w wyścigach samochodowych. Wystartował w prestiżowych zmaganiach Rolex 24h, który również został rozegrany na torze Daytona. Wziął udział również w serii Koni Challenge. Dwa lata później ponownie stanął na starcie 24-godzinnego wyścigu na Daytonie. Osiągnął sukces, zwyciężając w wyścigu na torze Gilles'a Villeneuve'a, wraz z Paulem Edwardsem. Russell pełnił również rolę eksperta w programie SPEED.TV.